# Discografia degli Alice in Chains

## Album in studio
- 1990 – Facelift (Columbia)
- 1992 – Dirt (Columbia)
- 1995 – Alice in Chains (Columbia)
- 2009 – Black Gives Way to Blue (Virgin/EMI)
- 2013 – The Devil Put Dinosaurs Here (Capitol)
- 2018 – Rainier Fog (BMG)

## Album dal vivo
- 1996 – Unplugged (Columbia)
- 2000 – Live (Columbia)
- 2016 – Live Facelift (Columbia) (limited edition numbered vinyl)

## Extended play
- 1992 – Sap (Columbia)
- 1994 – Jar of Flies (Columbia)

## Raccolte
- 1994 – Jar of Flies/Sap (Columbia)
- 1999 – Nothing Safe: Best of the Box (Columbia)
- 1999 – Music Bank (Columbia)
- 2001 – Greatest Hits (Columbia)
- 2006 – The Essential Alice in Chains (Columbia)
- 2017 – What the hell have I / Get born again (vinile doppio formato 7") (Columbia)

## Singoli
- 1990 - We Die Young
- 1991 - Man in the Box
- 1991 - Bleed the Freak
- 1991 - Sea of Sorrow
- 1992 - Would?
- 1992 - Them Bones
- 1992 - Angry Chair
- 1993 - Rooster
- 1993 - What the Hell Have I
- 1993 - Down in a Hole
- 1994 - No Excuses
- 1994 - I Stay Away
- 1994 - Don't Follow
- 1994 - Got Me Wrong
- 1995 - Grind
- 1996 - Heaven Beside You
- 1996 - Over Now
- 1996 - Again
- 1999 - Get Born Again
- 1999 - Fear the Voices
- 2009 - A Looking in View
- 2009 - Check My Brain
- 2009 - Your Decision
- 2010 - Lesson Learned
- 2012 - Hollow
- 2013 - Stone
- 2013 - Voices
- 2018 - The One You Know
- 2018 – So Far Under[1]
- 2019 – Rainier Fog

## Video
- 1991 - Live Facelift
- 1995 - The Nona Tapes
- 1996 - Unplugged
- 1999 - Music Bank: The Videos

## Apparizioni in colonne sonore
- 1992 – Would? - Singles - L'amore è un gioco
- 1993 – What The Hell Have I? e A Little Bitter - Last Action Hero - L'ultimo grande eroe
- 1994 – Them Bones - Street Fighter II: The Animated Movie
- 1995 – Got Me Wrong - Clerks - Commessi
- 2001 – Right Turn - Black Hawk Down - Black Hawk abbattuto
- 2004 – Them Bones - Riding Giants e Grand Theft Auto: San Andreas
- 2008 – No Excuses - Guitar Hero: Metallica
- 2009 – Rooster - Terminator Salvation
- 2009 – Check My Brain - Californication